# سیجو
سیجو (Sijo) یکی از کهن‌ترین و برجسته‌ترین قالب‌های شعری سنتی کره‌ای است که ریشه در دوران سلسله گوریو دارد و در دوره سلسله چوسون به اوج شکوفایی خود رسید. این قالب شعری با ساختار منحصر به فرد و محتوای عمیق، جایگاه ویژه‌ای در ادبیات کره‌ای دارد و همچنان در دوران معاصر نیز مورد توجه شاعران و دوستداران شعر قرار دارد.
در سیجو مضامین ادبیات شبانی، فراطبیعی و کیهانی اغلب مورد بررسی قرار می‌گیرند. سیجو ممکن است روایتی یا موضوعی باشد. نتیجه‌گیری از sijo به ندرت مصداق یا شوخ‌آمیز است. اشعار سیجو اغلب به موضوعاتی چون طبیعت، فلسفه، اخلاق، عشق، و تأملات شخصی می‌پردازند. این اشعار می‌توانند بازتابی از نگرش‌های کنفوسیوسی، بودایی یا تائویی باشند و گاهی نیز به مسائل اجتماعی و سیاسی زمان خود اشاره دارند.
اگرچه سیجو در دوران گوریو پدید آمد، اما در دوره چوسان به‌ویژه در میان طبقه یانگ‌بان (اشراف و دانشمندان) محبوبیت یافت. با گذشت زمان، این قالب شعری توسط اقشار مختلف جامعه، از جمله گیسنگ‌ها (هنرمندان زن) نیز مورد استفاده قرار گرفت. در قرن بیستم، با ورود ادبیات مدرن و تأثیرات غربی، سیجو دچار تحولاتی شد و شاعران معاصر با حفظ ساختار سنتی، مضامین جدیدی را در اشعار خود گنجاندند.
امروزه، سیجو همچنان در کره جنوبی به‌عنوان بخشی از میراث فرهنگی و ادبی کشور مورد توجه است. علاوه بر این، تلاش‌هایی برای معرفی این قالب شعری به مخاطبان بین‌المللی صورت گرفته است. برخی از اشعار سیجو به زبان‌های دیگر ترجمه شده‌اند و حتی شاعران غیرکره‌ای نیز به سرودن اشعار در قالب سیجو پرداخته‌اند.

## ساختار
سیجو به‌طور سنتی از سه خط تشکیل می‌شود که هر خط معمولاً بین ۱۴ تا ۱۶ هجا دارد و در مجموع، شعر دارای ۴۲ تا ۴۸ هجا است. هر خط نقش خاصی در ساختار معنایی شعر ایفا می‌کند:
1. خط اول: معرفی موضوع یا زمینه کلی شعر.
2. خط دوم: توسعه و بسط موضوع معرفی‌شده در خط اول.
3. خط سوم: ارائه یک چرخش یا دیدگاه جدید نسبت به موضوع، که اغلب با شگفتی یا نتیجه‌گیری همراه است.

این ساختار به شاعر امکان می‌دهد تا در قالبی کوتاه، مفاهیم پیچیده و احساسات عمیقی را بیان کند.

## نمونه
یکی از نمونه‌های معروف سیجو، شعری از هوانگ جینی، شاعر و گیسنگ مشهور دوره چوسان است:
«شب بلند ماه دسامبر را به دو نیم می‌کنم،
نیمی را زیر لحاف بهاری می‌گذارم،
وقتی معشوقم بیاید، آن را به‌تدریج باز می‌کنم.»
این شعر با استفاده از تصاویر شاعرانه و استعاری، احساسات عاشقانه و انتظار شاعر را به‌زیبایی بیان می‌کند.